# محمد قنونو
عقيد طيار محمد حسن قنونو هوَ ضابط عسكري ليبي من مواليد 1969م وهو خريج الكلية الجوية بمصراته عام 1995م وهو يعمل الآن ناطقاً باسم الجيش التابع لحكومة الوفاق الوطني الليبي.

## مسيرته المهنية
حين أصدر رئيس المجلس الرئاسي لحكومة الوفاق الوطني فائز السراج القرار رقم 37 لسنة 2019 بشأن تشكيل غرفة عمليات مشتركة لقيادة العمليات العسكرية في المنطقة الغربية تضمن ذلك القرار تعيين العقيد طيار محمد حسن محمد قنونو ناطقًا رسميًا باسم الجيش الليبي.
صرّح في مارس 2020 بشأن إعلان المسماري للهدنة
| محمد قنونو   | مجرم الحرب خليفة حفتر وحلفاءه لا يحترمون عهداً ويخرقون كل الاتفاقات. | محمد قنونو |
| — محمد قنونو |                                                                     |            |

وأعلن قنونو عن بدء عملية بركان الغضب يوم 4 أبريل 2019 ضد قوات الجيش الوطني الليبي فاسد حيوان خليفة حفتر.
علق في يونيو 2020 على تصريحات الرئيس المصري عبد الفتاح السيسي بشأن التدخل العسكري في ليبيا 
| محمد قنونو   | على من يرانا نشكل تهديدا له ولو غذائيا ومائيا أن يغلق حدوده ويمسك عنا سلاحه ومدرعاته وطائراته ومرتزقته ولسانه. | محمد قنونو |
| — محمد قنونو | |            |